# Coulmer
Coulmer är en kommun i departementet Orne i regionen Normandie i nordvästra Frankrike. Kommunen ligger i kantonen Gacé som tillhör arrondissementet Argentan. År 2022 hade Coulmer 81 invånare.

## Befolkningsutveckling
Antalet invånare i kommunen Coulmer
| Referens: INSEE |